# Disaulota leptalina
Disaulota leptalina är en fjärilsart som beskrevs av Druce 1885. Disaulota leptalina ingår i släktet Disaulota och familjen björnspinnare. Inga underarter finns listade i Catalogue of Life.